# Kushanku
Kushanku[a] (公相君, Kūsankū) foi um mestre chinês de chuan fa Shaolin da província de Fukien, que muito influenciou a história do caratê. Seu nome consiste na letra "Ko" (público, oficial), "Sho" (ministro) e "Kun" (mestre, regente), o que parece mais demonstrar ter sido um título, pero sendo possível ser um nome de uso corrente.

## Biografia
Antes de sua chegada a Okinawa, não há dados precisos da vida de Kushanku. [carece de fontes?] Seu aporte na ilha foi consequência da política do imperador chinês, da dinastia Ming, o qual, em 1756 mandou enviar para aquele arquipélago uma delegação composta por 36 famílias com profissionais de várias áreas, cujo fito era ensinar. Estabeleceram-se na vila de Kumemura, próxima à cidade de Naha. Kushanku teria sido membro da delegação, militar e teria permanecido na ilha até 1762, muito embora o nome não possa ser encontrado no começo mas somente em 1762, nas Notas de Oshima, quando foi relatado que um navio se avariou em decorrência de uma tempestade perto de Tosa, província de Shikoku, ficando lá por cerca de um mês.
Segundo palavras de um tripulante do navio acidentado, foi a bordo um certo chinês de nome Kushanku, levando consigo alguns alunos, e que impressinou com as demonstrações de kenpo.
Seu nome é citado pela primeira vez nas ditas "Notas de Oshima" — Oshima Hikki (大島筆記) —, que foram compostas por Ryoen Tobe — também Yoshihiro Tobe —, um estudioso que escreveu sobre o navio sinistrado em que se encontrava Kushanku. As referidas notas contam sobre as vidas e feitos dos tripulantes da nau e um deles, de nome Peichin Shionja, falava de um lutador chamado "Koshankun" muito habilidoso e que demonstrara sua arte marcial por várias vezes.
Consta das notas:[b]
| “ | Um chinês chamado Ko Shang Kun trouxe consigo alguns aprendizes. Fiquei eu bastante impressionado por suas demonstrações de kenpo... Pude ver como uma pessoa de baixa estatura consegue defender-se fácil contra um oponente bem maior e mais forte. O primeiro menteve as mãos próximas de si e, usando apenas um golpe de mão e um deslocamento, repeliu ao maior sem usar de força. | ” |

Não se sabe precisar muito de suas atividades, sendo certo, porém, que viajou viversas vezes entre Oquinaua e China. Muito provavelmente, ele morreu em 1790 mas na China.

### Legado
Kushanku era famoso por suas habilidades de luta e perito na arte do Ki. Atribui-se a ele introdução do kata homônimo Kushanku, o qual é treinado em vários estilos de caratê, principalmente no Shorin-ryu e derivados. No estilo Shotokan o kata é referido como Kanku-Dai, e passou a significar "mirando o céu". Diz-se também que ele introduziu a técnica de hikite, de puxar um punho para junto do corpo simultaneamente ao ataque desferido pelo outro.
Além das técnicas propriamente ditas, a influência do mestre se fez sentir também em decorrência de seus discipulos, que se tornaram também influentes. Afirma-se que ele teve como alunos moradores do arquipélago Peichin Shionja, Chatan Yara e Kanga Sakukawa.
A real existência do primeiro não há como ser confirmada por mais fontes que não as Notas de Oshima, bem como não é certo se foi mesmo um aluno de Kushanku. Quanto a Chatan, é certo que foi aluno mesmo, pero não se sabe se o encontro se deu em Oquinaua ou na China. Sakukawa, por seu turno, já tem biografia mais conhecida, sendo-lhe atribuída influência decisiva na história do te.